# Talworik
Talworik – wieś w Armenii, w prowincji Armawir. W 2011 roku liczyła 199 mieszkańców.